# Mercedes-Benz R231
La R231 è la sigla della sesta generazione della Classe SL, un'autovettura di tipo roadster di lusso prodotta dalla casa automobilistica tedesca Mercedes-Benz dal 2011 al 2020.

## Storia e profilo

### Debutto
Dopo una genesi ed una preparazione tenuta nel massimo riserbo (poche sono state le indiscrezioni lasciate filtrare dalla Casa tedesca), le prime foto ufficiali della nuova roadster tedesca sono state diffuse a novembre. Nello stesso periodo, è stato dato il via agli ordini dei primi esemplari e la nuova vettura ha cominciato ad apparire nei siti internet della Mercedes-Benz. Due sono gli appuntamenti previsti per la presentazione della vettura. Uno, in anteprima mondiale, al Salone dell'automobile di Detroit nel gennaio 2012 e l'altro in anteprima europea al Salone di Ginevra nel mese di marzo.

### Linea ed abitacolo

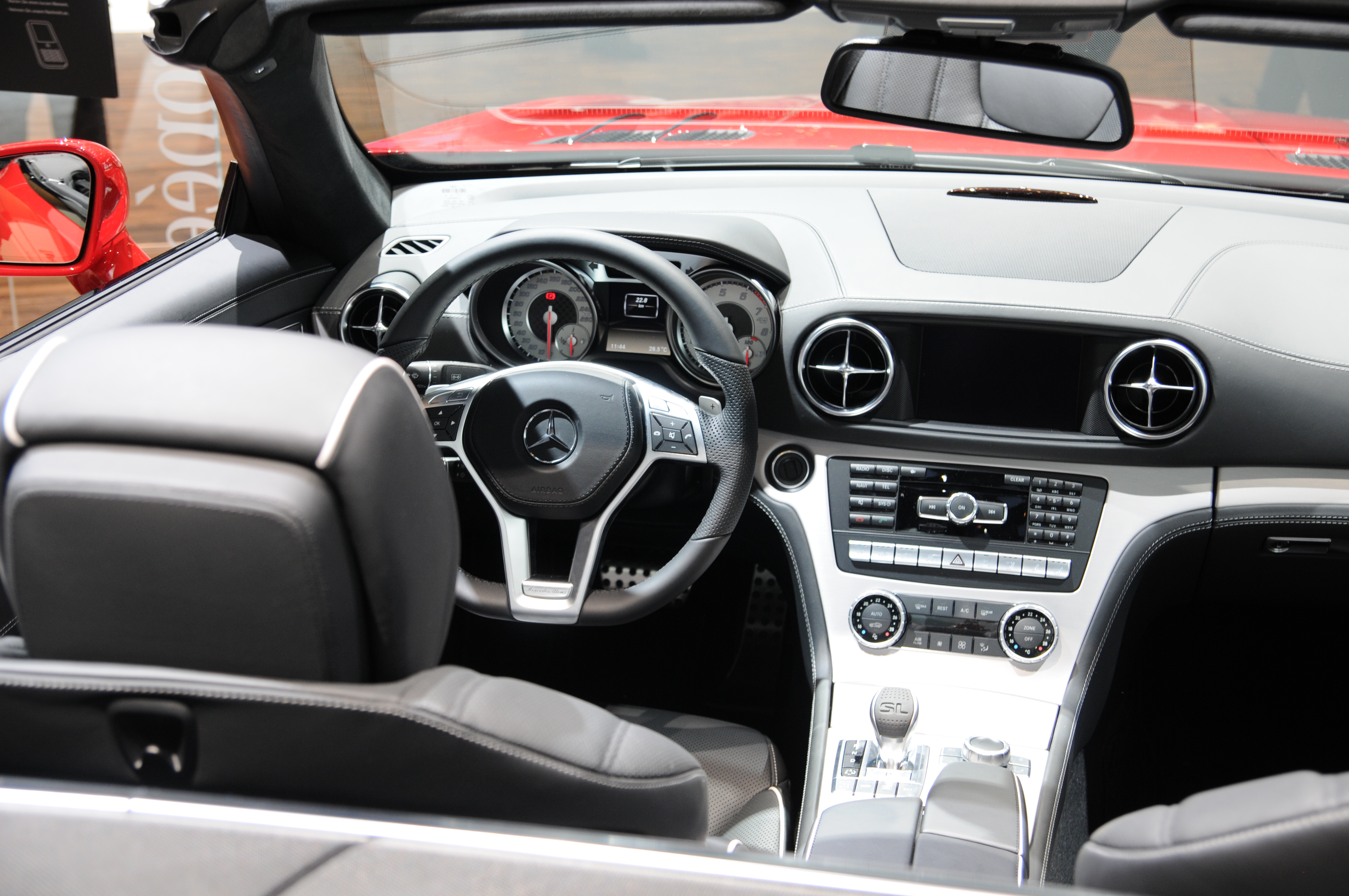
Interni di una Mercedes-Benz SL del 2012

La nuova generazione della SL mantiene un'impostazione classica, tipicamente da roadster, dove si ritrovano il lungo cofano anteriore, il parabrezza molto inclinato e l'abitacolo a ridosso del retrotreno molto simile al modello precedente. Il frontale riprende leggermente gli stilemi degli ultimi modelli della Casa, con la grande calandra trapezoidale dominata al centro dal grande logo con la stella a tre punte da cui si dipartono due grossi "baffi" che tagliano orizzontalmente in due la calandra stessa; i gruppi ottici anteriori, anch'essi di forma trapezoidale, sono pure ispirati agli ultimi dettami stilistici che costituiscono il family-feeling Mercedes-Benz dopo il primo decennio del nuovo secolo, non riscuotendo però, il successo del precedente modello R230, in rapporto alle aspettative degli appassionati della SL. Il cofano motore, molto affusolato, è solcato da due nervature longitudinali. Il paraurti a tre prese d'aria incorpora la tecnologia a LED nelle due laterali. La vista laterale ispira discreto dinamismo alla vettura, conferendole sportività, grazie ad elementi stilistici come gli sfoghi d'aria sui parafanghi anteriori, da cui parte una nervatura longitudinale che solca la fiancata all'altezza della maniglia porta. Anche i codolini sottoporta sono stati appositamente profilati per rendere aggressiva la vista d'insieme, così come la linea di cintura, volutamente alta per dare un'impressione di robustezza. La R231 mantiene anche la solita soluzione del tetto ripiegabile in metallo ed in configurazione chiusa mostra un padiglione dall'andamento arcuato come la progenitrice R230. La coda è ben raccolta come da tradizione. Qui trovano posto i gruppi ottici di forma triangolare, anch'essi con tecnologia a LED, ed il paraurti dominato dai due grossi terminali di scarico.
Anche l'abitacolo mostra diverse affinità stilistiche con la più recente produzione della Casa di Stoccarda: qui si ritrovano elementi come le bocchette di aerazione d'ispirazione aeronautica, il volante multifunzione a tre razze ed il massiccio gruppo centrale formato da consolle e tunnel, dove trovano posto il sistema COMMAND ed il suo relativo display di grande formato. L'abitabilità è leggermente migliorata grazie all'aumento degli ingombri esterni (rispettivamente di 50 e 57 mm in lunghezza e larghezza), che consentono di disporre di qualche cm in più per i due occupanti della vettura. Il tetto ripiegabile può essere a scelta verniciato, trasparente o trasparente con sistema Magic Sky Control, che permette di oscurarlo tramite un apposito comando. Tra le altre caratteristiche introdotte con la R231 vi è il Magic Vision Control, che consiste in un sistema tergicristallo con ugelli incorporati direttamente nella spazzola, i quali orientano il getto solo dove serve e solo nelle direzione di movimento della spazzola. Il volume di vendite non ha riscosso il successo sperato sul mercato americano ed asiatico, nella quale i modelli precedenti avevano portato la SL a essere in testa nelle vendite delle spyder di alto livello.

### Struttura, meccanica e motori

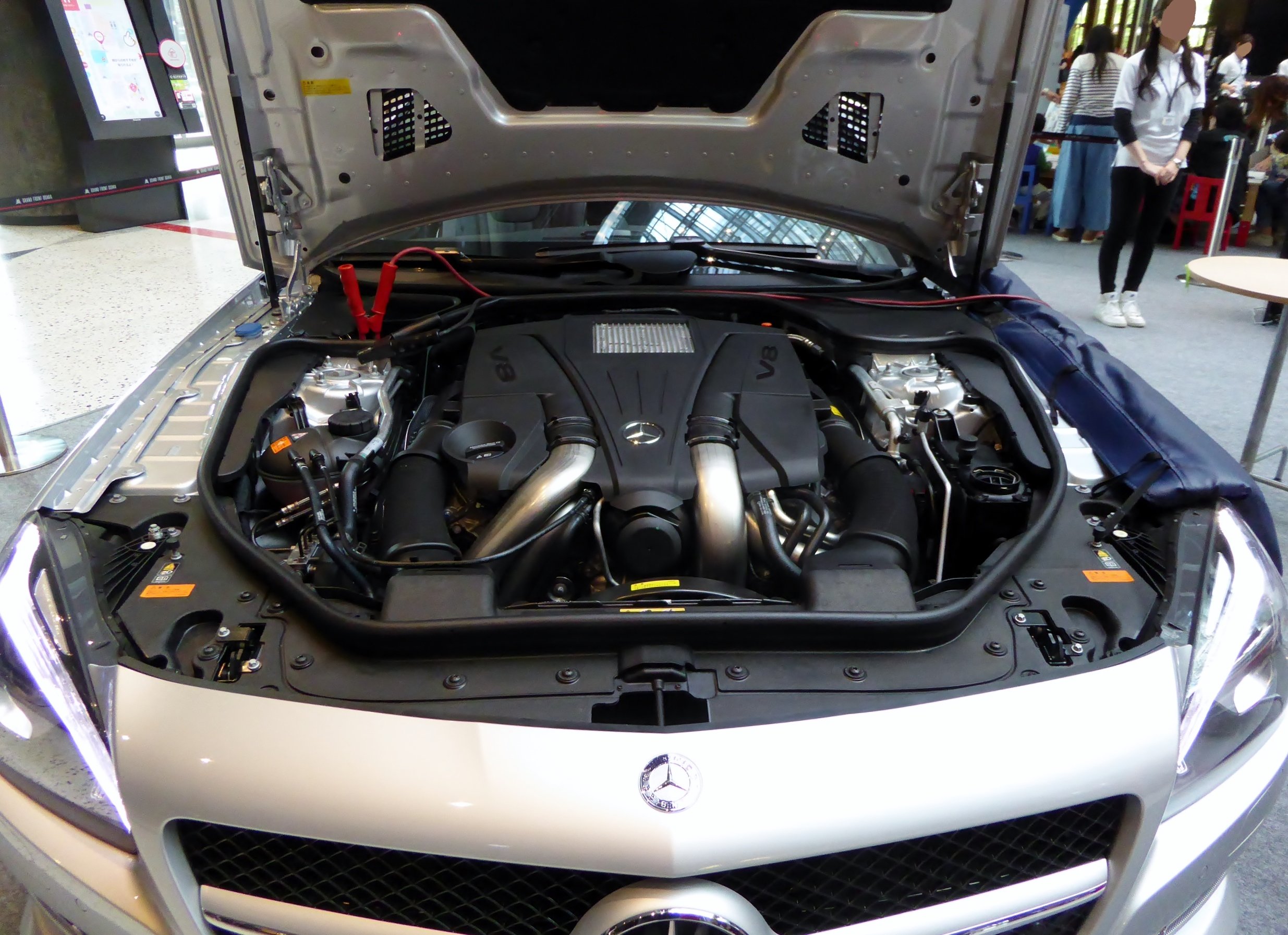
Motore di una Mercedes-Benz SL 550

Per la realizzazione della scocca della R231, si è lavorato molto con le leghe leggere, a tal punto da ottenere una scocca più leggera di 125 o 140 kg (rispettivamente per il modello di punta e quello di base) rispetto a quella dei corrispondenti modelli della precedente generazione di SL. La maggior parte della struttura è realizzata in lega di alluminio, ma non mancano anche componenti in magnesio, come la struttura del tetto ripiegabile. L'acciaio altoresistenziale è stato utilizzato solo in quei punti dove si rende necessario garantire rigidità alla scocca e dove incombono insormontabili esigenze di sicurezza passiva. Il massiccio utilizzo di leghe leggere ha comunque garantito un livello di rigidezza torsionale superiore a quello della precedente SL.
Leggerezza è stata anche uno degli obbiettivi nella progettazione e la realizzazione della meccanica telaistica, in ogni caso gestita elettronicamente. Sul fronte delle sospensioni è possibile scegliere tra due possibilità: da una parte le sospensioni semiattive, previste nella dotazione di serie, mentre dall'altra si può avere il sistema ABC (Active Body Control), completamente automatico nella regolazione dell'estensione degli ammortizzatori ed in quella della loro rigidità. L'avantreno è del tipo con fusi a snodo e bracci elastici, mentre il retrotreno è di tipo multilink. L'impianto frenante è a dischi autoventilanti con dispositivi ABS, ESP, controllo di trazione e BAS (assistente elettronico alla frenata d'emergenza). Per quanto riguarda lo sterzo, esso interagisce direttamente con le sospensioni per garantire un'ottimale precisione di guida e si avvale per questo di un servocomando elettromeccanico.
Al suo debutto, la R231 è stata proposta in due motorizzazioni per altrettante versioni:
- SL 350, equipaggiata con il V6 BlueDIRECT da 3498 cm³ in grado di erogare 306 CV di potenza massima;
- SL 500, spinta dal V8 da 4663 cm³, sovralimentato mediante doppio turbocompressore ed in grado di erogare fino a 435 CV di potenza massima.

In entrambi i casi, il cambio è il 7G-Tronic-Plus a 7 rapporti, un cambio automatico a gestione elettronica già montato su alcuni degli ultimi modelli della Casa, evoluzione del precedente 7G-Tronic.

### Allestimenti e dotazione

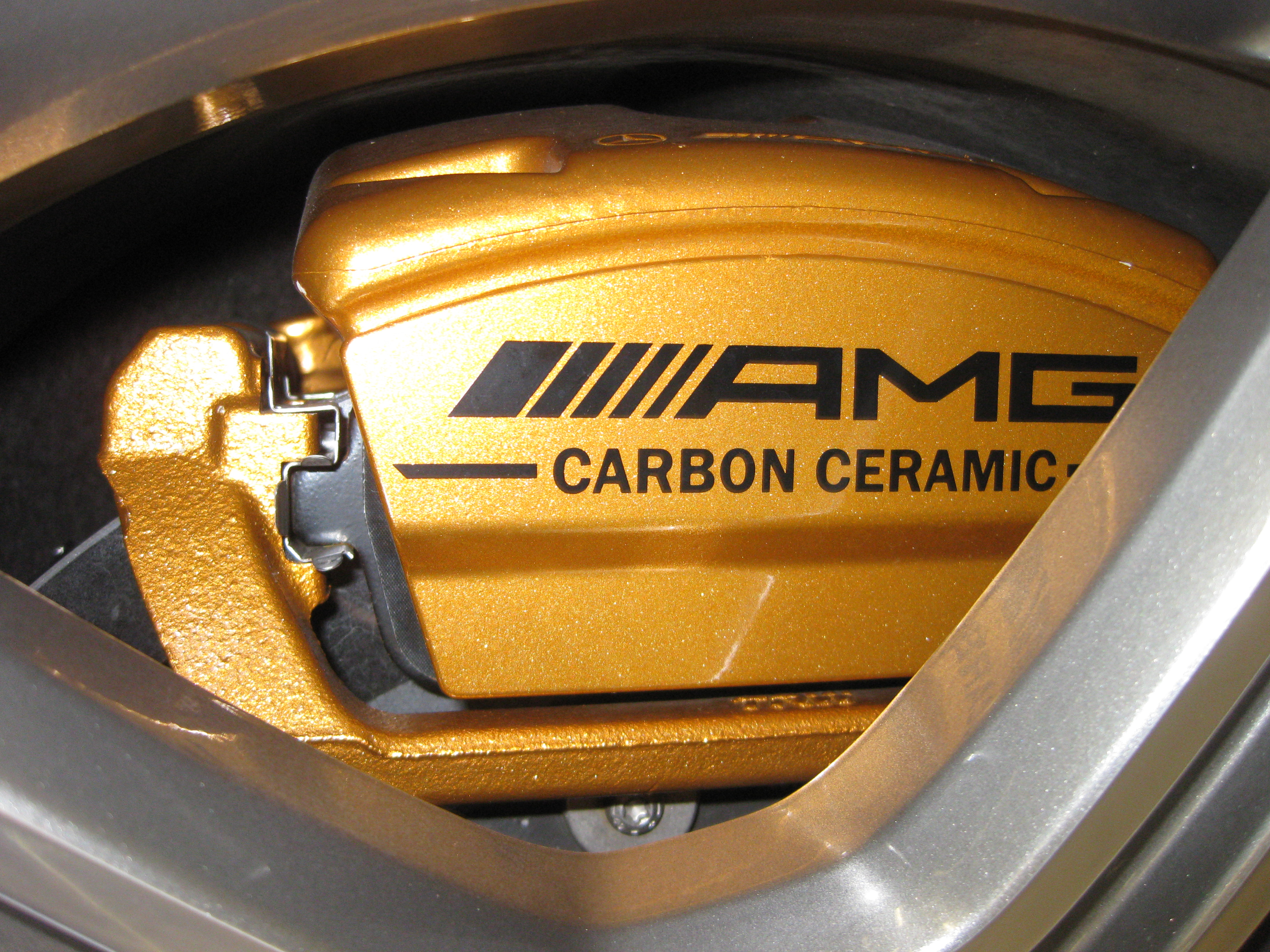
Vista di una pinza del kit freni carboceramici, un optional disponibile per le versioni di punta della SL R231

In generale, per le due versioni della gamma R231 è stato previsto un unico allestimento, estremamente ricco e che comprende, solo per citare una parte della dotazione, il doppio airbag frontale, gli airbag laterali e quelli per la testa, il climatizzatore bizona, i fari bixeno a gestione automatica, il cofano motore attivo, le sospensioni sportive, i poggiatesta attivi, il dispositivo Start e Stop, i retrovisori esterni ripiegabili elettricamente e riscaldabili, il cruise control, le luci di emergenza ad attivazione automatica, il sistema Pre-SAFE, l'impianto multimediale comprendente sistema Hi-Fi e navigatore satellitare, cerchi in lega da 19 pollici.
La SL 350 comprende anche interni in pelle e tessuto, che diventano interamente in pelle sulla SL 500. È infine possibile, come già detto, scegliere tra tetto in tinta, tetto trasparente e tetto con Magic Sky Control a trasparenza regolabile.
Al suo esordio, però, la R231 è stata proposta anche in un allestimento particolare denominato Edition 1 e che comprende anche: kit estetico AMG, assetto ribassato, cerchi da 19 pollici specifici, airscarf per il riscaldamento del collo a vettura scoperta, impianto frenante maggiorato, impianto hi-fi specifico.

## Evoluzione

### Le versioni AMG

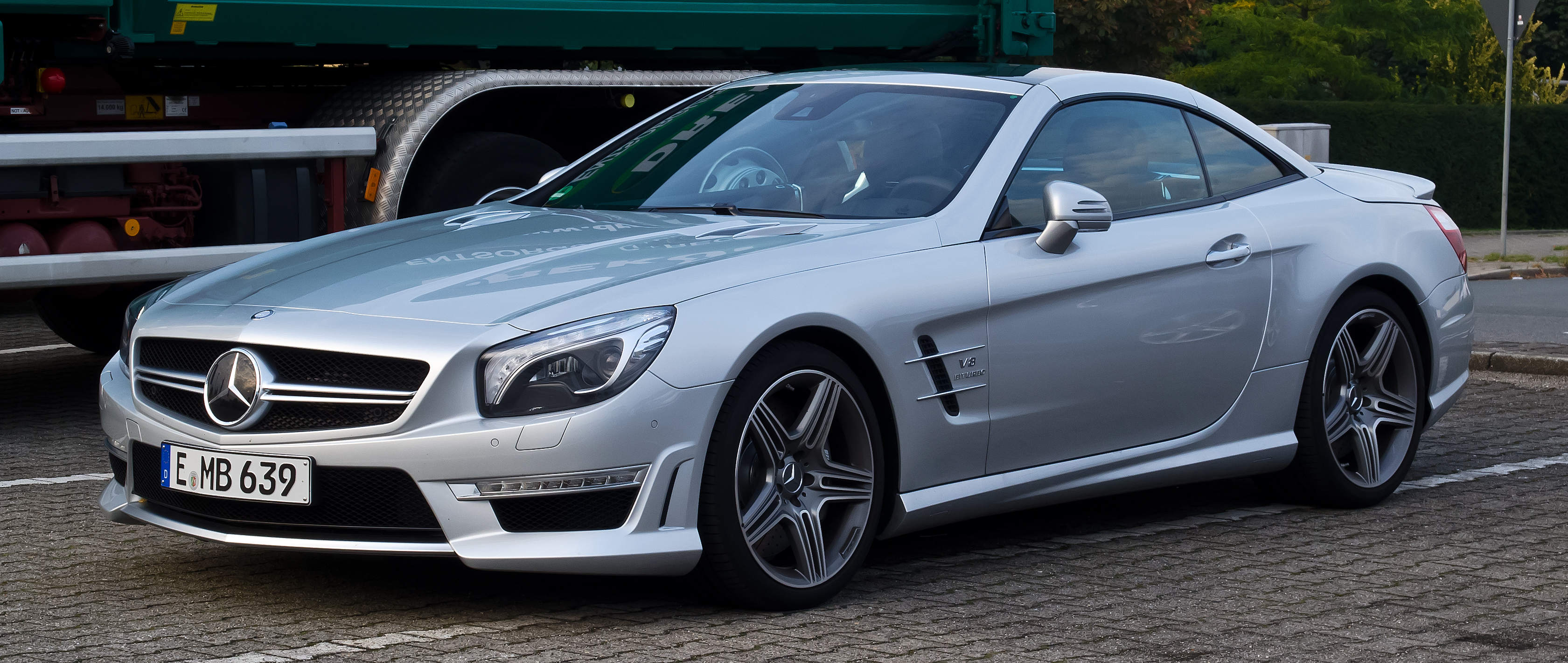
La SL 63 AMG

Nel mese di aprile del 2012, la gamma si allarga con l'arrivo della versione ad alte prestazioni, come sempre contraddistinta dalla sigla AMG. Equipaggiata da un motore V8 biturbo da 5461 cm³ in grado di erogare 537 CV di potenza massima, la SL 63 AMG può raggiungere i 250 km/h in configurazione standard oppure i 300 km/h se munita del pacchetto Performance: in questo caso, la potenza sale a 564 CV.
In autunno, invece, arriva un'altra versione top, ancora più prestante, vale a dire la SL 65 AMG, spinta da un potente motore V12 da 6 litri, anch'esso con doppia sovralimentazione ed in grado di erogare fino a 630 CV di potenza massima. Anche per questa versione, in grado di raggiungere 250 km/h, è disponibile il pacchetto Performance che ne innalza la velocità di punta fino a 300 km/h.
Nessuna novità di rilievo per il 2013, mentre nel giugno del 2014 si ha l'arrivo di due nuove motorizzazioni: da una parte, il V6 da 3 litri sovralimentato mediante turbocompressore ed in grado di erogare fino a 333 CV di potenza massima; tale motore equipaggia la versione SL 400, che va a rimpiazzare la SL 350 alla base della gamma. L'altra motorizzazione è invece quella che spinge la nuova SL 63 AMG, in pratica lo stesso V8 di prima, ma con potenza portata a 585 CV, sia in versione "normale" che in versione "Performance". Quest'ultima differisce come sempre per la velocità massima portata da 250 a 300 km/h.

### Restyling 2015

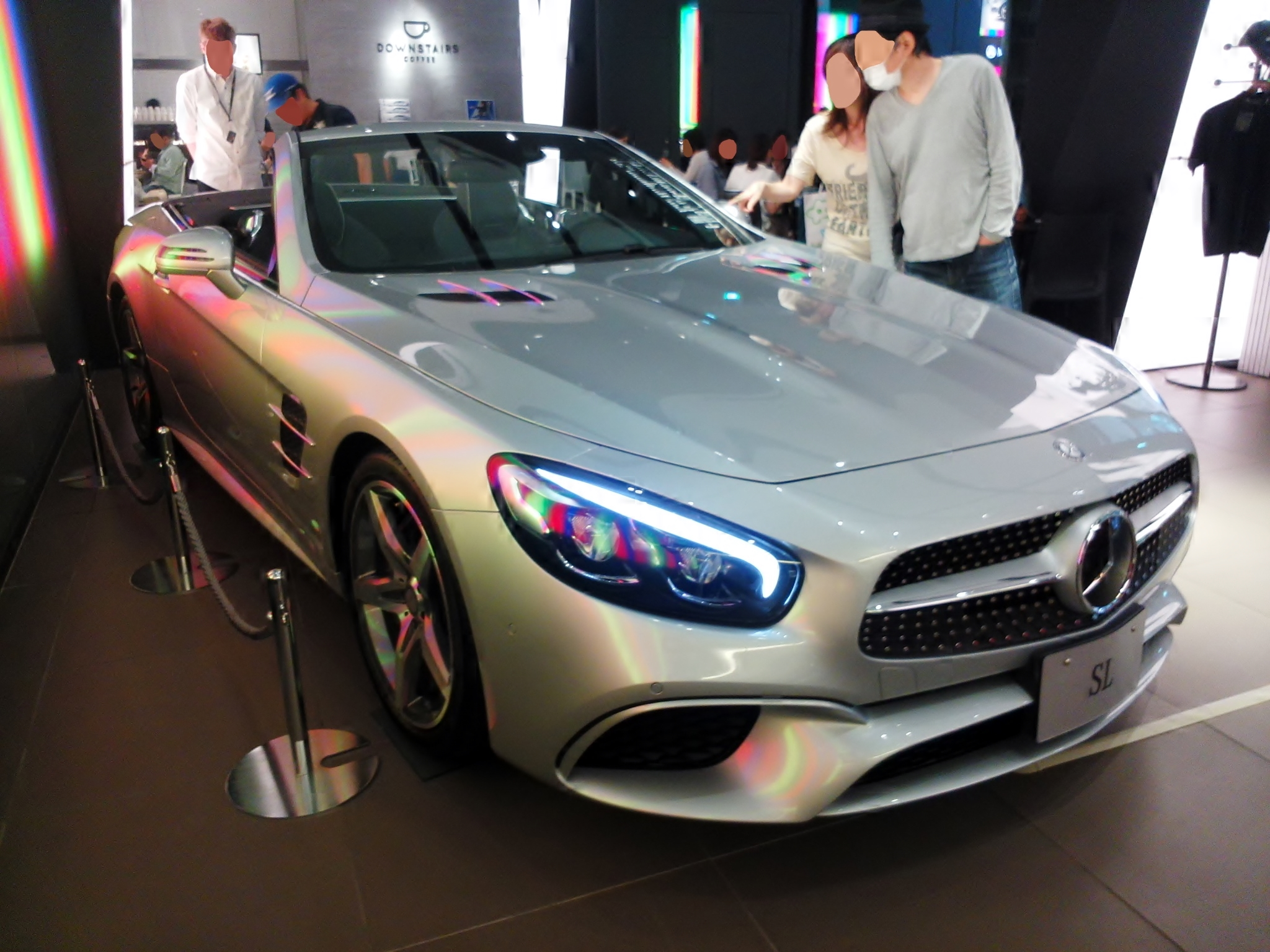
Vista frontale di una Mercedes-Benz SL400 R231 post-restyling

Nella tarda primavera del 2015 la SL 500 viene aggiornata ed il suo V8 passa da 435 a 455 CV di potenza massima. Alla fine dello stesso anno, al Salone dell'automobile di Los Angeles viene presentato il restyling della SL. Con questo restyling la SL si adegua al family feeling adottato dalle altre vetture della gamma: i paraurti e i fari anteriori, adesso full-led resi disponibili anche in versione ILS (Intelligent Light System) vengono ridisegnati e la griglia diventa "a diamante". Altre modifiche riguarderanno i nuovi cerchi in lega, ridisegnati, i gruppi ottici leggermente differenti e un paraurti posteriore più cattivo. Internamente cambia il volante, uguale alla restante produzione Mercedes-Benz, e altri dettagli, tra cui le sellerie e gli inserti. Per quanto riguarda la gamma motori il 3.0 V6 della SL 400, infatti, passa da 333 a 367 CV e 500 Nm di coppia e il cambio 9G-TRONIC diventa di serie su tutta la gamma, così come il tasto Dynamic Select che permette di modificare la risposta di motore, cambio, sospensioni e sterzo al fine di adattarla alle diverse situazioni di guida. Infine vengono eliminate le versioni Performance delle SL 63 AMG e SL 65 AMG. La nuova SL è ordinabile dal febbraio del 2016, ma la sua commercializzazione ufficiale viene avviata solo dal mese di aprile.
Da questo momento in poi, comincia la parabola discendente della carriera della SL: nel 2018 si sono avuti alcuni aggiornamenti alla gamma, come la riduzione della potenza massima della SL 63 AMG, scesa da 585 a 571. Non in tutti i mercati, però, visto che in alcuni continuò ad essere proposta in listino la versione di potenza superiore. Nel 2019, quando anche quest'ultima versione AMG scomparve dal listino, rimasero in produzione solo due modelli, ancora per qualche mese, ossia la SL 400 e la SL 500. La loro permanenza in listino si è protratta fino al luglio del 2020, quando la vettura uscì definitivamente di scena.

## Riepilogo versioni
Di seguito vengono riepilogate le caratteristiche delle varie versioni costituenti la gamma della SL R231.
| Modello               | Sigla progetto | Motore     | Cilindrata cm³ | Alimentazione          | Potenza CV/rpm | Coppia Nm/rpm   | Cambio                          | Massa a vuoto (kg) | Velocità max | Acceler. 0–100 km/h | Consumo (l/100 km) | Emissioni CO2 (g/km) | Anni di produzione |
| --------------------- | -------------- | ---------- | -------------- | ---------------------- | -------------- | --------------- | ------------------------------- | ------------------ | ------------ | ------------------- | ------------------ | -------------------- | ------------------ |
| SL 350                | 231.457        | M276DE35   | 3498           | Aspirato Iniez. elett. | 306/6500       | 370/ 3500-5250  | 7G-TRONIC PLUS                  | 1.685              | 250          | 5"9                 | 7,5                | 176                  | 12/2011-05/2014    |
| SL 400                | 231.465        | M276DE30AL | 2996           | Biturbo Iniez. elett.  | 333/ 5250-6000 | 480/ 1600-4000  | 7G-TRONIC PLUS                  | 1.730              | 250          | 5"2                 | 7,3                | 172                  | 03/2014-03/2016    |
| SL 400                | 231.466        | M276DE30AL | 2996           | Biturbo Iniez. elett.  | 367/ 5500-6000 | 500/ 1800-4500  | 9G-TRONIC                       | 1.735              | 250          | 4"9                 | 7,7                | 175                  | 04/2016-07/2020    |
| SL 500                | 231.473        | M278DE46LA | 4663           | Biturbo Iniez. elett.  | 435/5250       | 700/ 1800-3500  | 7G-TRONIC PLUS                  | 1.785              | 250          | 4"6                 | 9,2                | 214                  | 12/2011-05/2015    |
| SL 500                | 231.473        | M278DE46LA | 4663           | Biturbo Iniez. elett.  | 455/5250       | 700/ 1800-3500  | 9G-TRONIC                       | 1.795              | 250          | 4"3                 | 9                  | 205                  | 06/2015-07/2020    |
| SL 63 AMG             | 231.474        | M157DE55AL | 5461           | Biturbo Iniez. elett.  | 537/5500       | 800/ 2000-4500  | SPEEDSHIFT MCT AMG a 7 rapporti | 1.845              | 250          | 4"3                 | 9,9                | 231                  | 04/2012-05/2014    |
| SL 63 AMG             | 231.474        | M157DE55AL | 5461           | Biturbo Iniez. elett.  | 571/5500       | 900/ 2250-3750  | SPEEDSHIFT MCT AMG a 7 rapporti | 1.845              | 250          | 4"1                 | 11,6               | 264                  | 07/2018-05/2019    |
| SL 63 AMG             | 231.474        | M157DE55AL | 5461           | Biturbo Iniez. elett.  | 585/5500       | 900/ 2250-3750  | SPEEDSHIFT MCT AMG a 7 rapporti | 1.845              | 250          | 4"1                 | 11,7               | 264                  | 06/2014-07/2018    |
| SL 63 AMG Performance | 231.474        | M157DE55AL | 5461           | Biturbo Iniez. elett.  | 564/5500       | 900/ 2250-3750  | SPEEDSHIFT MCT AMG a 7 rapporti | 1.845              | 250          | 4"2                 | 11,6               | 264                  | 04/2012-05/2014    |
| SL 63 AMG Performance | 231.474        | M157DE55AL | 5461           | Biturbo Iniez. elett.  | 585/5500       | 900/ 2250-3750  | SPEEDSHIFT MCT AMG a 7 rapporti | 1.845              | 250          | 4"2                 | 11,7               | 264                  | 06/2014-03/2016    |
| SL 65 AMG             | 231.479        | M279E60AL  | 5980           | Biturbo Iniez. elett.  | 630/ 4800-5400 | 1000/ 2300-4300 | 7G-TRONIC PLUS SPEEDSHIFT AMG   | 1.950              | 250          | 4"3                 | 11,7               | 270                  | 09/2012-07/2018    |
| SL 65 AMG Performance | 231.479        | M279E60AL  | 5980           | Biturbo Iniez. elett.  | 630/ 4800-5400 | 1000/ 2300-4300 | 7G-TRONIC PLUS SPEEDSHIFT AMG   | 1.950              | 250          | 4"2                 | 11,7               | 270                  | 09/2012-03/2016    |